# Oberwart (district)
Het politieke district Bezirk Oberwart in de Oostenrijkse deelstaat Burgenland bestaat uit de volgende gemeenten en plaatsen:
- Bad Tatzmannsdorf
  - Jormannsdorf
  - Sulzriegel
- Badersdorf
- Bernstein
  - Dreihütten
  - Redlschlag
  - Rettenbach
  - Stuben
- Deutsch Schützen-Eisenberg
  - Deutsch-Schützen
  - Edlitz im Burgenland
  - Eisenberg an der Pinka
  - Höll
  - Sankt Kathrein im Burgenland
- Grafenschachen
  - Kroisegg
- Großpetersdorf
  - Kleinpetersdorf
  - Kleinzicken
  - Miedlingsdorf
  - Welgersdorf
- Hannersdorf
  - Burg
  - Woppendorf
- Jabing
- Kemeten
- Kohfidisch
  - Harmisch
  - Kirchfidisch
- Litzelsdorf
- Loipersdorf-Kitzladen
  - Kitzladen
  - Loipersdorf im Burgenland
- Mariasdorf
  - Bergwerk
  - Grodnau
  - Neustift bei Schlaining
  - Tauchen
- Markt Allhau
  - Buchschachen
- Markt Neuhodis
  - Althodis
- Mischendorf
  - Großbachselten
  - Kleinbachselten
  - Kotezicken
  - Neuhaus in der Wart
  - Rohrbach an der Teich
- Neustift an der Lafnitz
- Oberdorf im Burgenland
- Oberschützen
  - Aschau im Burgenland
  - Schmiedrait
  - Unterschützen
  - Willersdorf
- Oberwart
  - Sankt Martin in der Wart
- Pinkafeld
  - Hochart
- Rechnitz
- Riedlingsdorf
- Rotenturm an der Pinka
  - Siget in der Wart
  - Spitzzicken
- Schachendorf
  - Dürnbach im Burgenland
- Schandorf
- Stadtschlaining
  - Altschlaining
  - Drumling
  - Goberling
  - Neumarkt im Tauchental
- Unterkohlstätten
  - Glashütten bei Schlaining
  - Günseck
  - Holzschlag
  - Oberkohlstätten
- Unterwart
  - Eisenzicken
- Weiden bei Rechnitz
  - Allersdorf im Burgenland
  - Allersgraben
  - Mönchmeierhof
  - Oberpodgoria
  - Podler
  - Rauhriegel
  - Rumpersdorf
  - Unterpodgoria
  - Zuberbach
- Wiesfleck
  - Schönherrn
  - Schreibersdorf
  - Weinberg im Burgenland
- Wolfau